# Citadel van Blaye

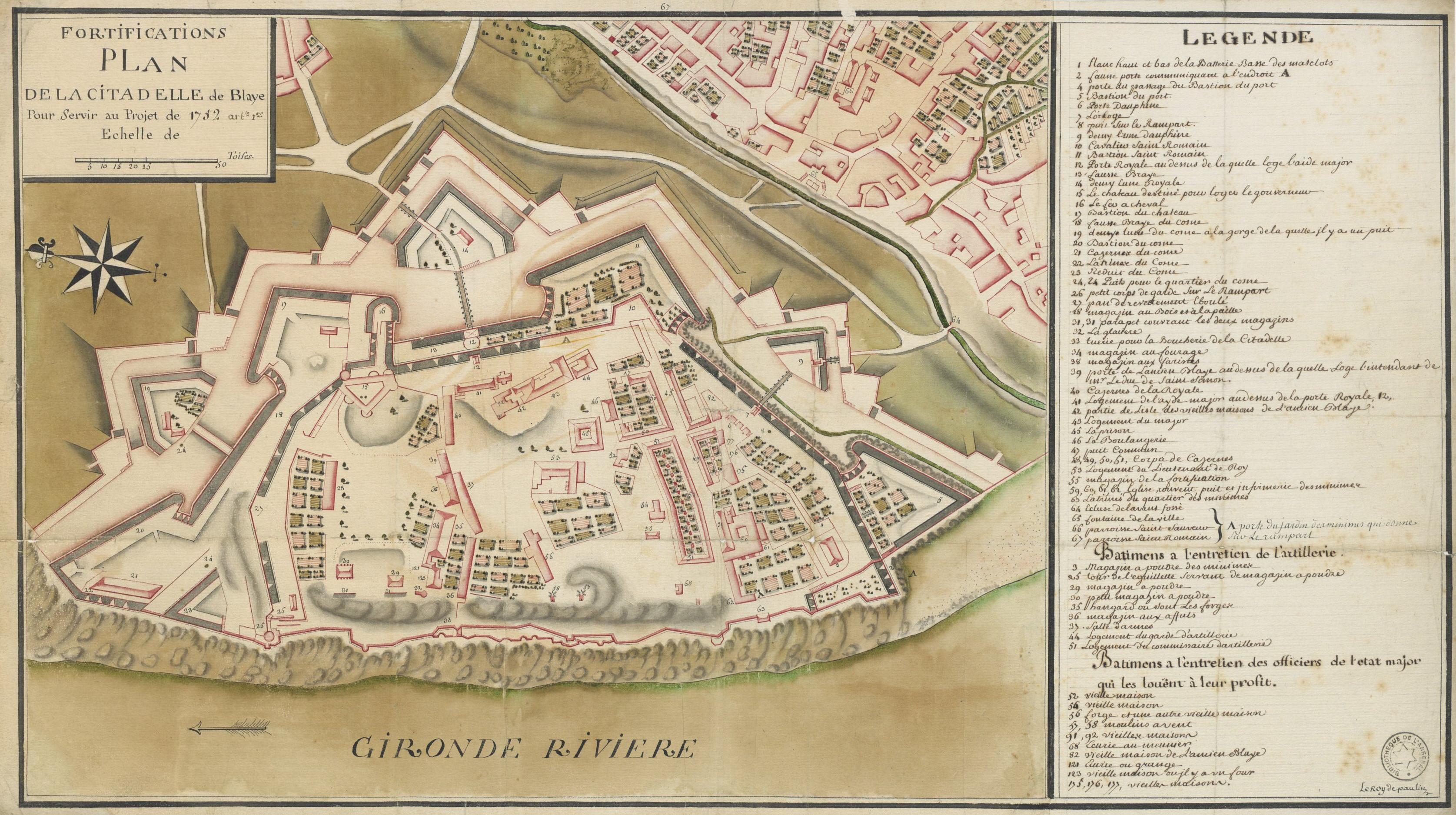
Kaart van de citadel uit 1752

De Citadel van Blaye is een militair complex van 38 hectare, dat tussen 1680 en 1689 door de militair architect François Ferry is gebouwd, directeur-generaal van de fortificaties in Guyenne, onder toezicht van Vauban. De citadel ligt in de gemeente Blaye en staat aan de Gironde. Het heeft vier bastions en courtines en drie ravelijnen. Het is omringd door een diepe gracht en er ligt een beschutte weg.
Tegelijk werden naast de citadel twee forten gebouwd. Fort Médoc ligt tegenover de citadel aan de andere oever van de Gironde en Fort Paté werd op een eiland in de rivier gebouwd. Het belangrijkste doel van deze fortificaties was om de stad Bordeaux te beschermen tegen vijandelijke schepen.
De citadel was uitermate geschikt om te verdedigen tegen aanvallen vanaf het land. De greppel voor de wallen was diep uit de rotsen gehakt waardoor het een moeilijk obstakel was voor een eventuele aanvaller. Vauban liet vroegere verdedigingswerken overeind waardoor er nog een verdedigingsring kwam achter de bastions. De oude hoefijzervormige toren in het noorden werd verwerkt in een pijlvormige bastion. Dit zijn goede voorbeelden van Vauban waar hij oude gedateerde verdedigingswerken verwerkte in zijn nieuwe ontwerpen. Aan de rivierkant volgden de muren voor een groot deel de rotsachtige waterlijn met erop kanonnen gericht naar het water.
De vestingwerken werden pas aan het eind van de Napoleontische oorlogen aangevallen, toen de Britten in 1814 Frankrijk vanuit het zuiden binnenvielen. Vanaf het land werd de citadel belegerd en vanaf de rivier gebombardeerd. De belegering duurde slechts tien dagen doordat Napoleon Bonaparte aftrad aan het eind van de oorlog. Toch heeft het fort bewezen dat het in staat was om de rivier af te sluiten voor vijandelijke schepen.
De Porte Royale is de hoofdingang van de citadel en bevindt zich aan de oostkant. Een andere manier om de citadel binnen te komen is via de Porte Dauphine. Vanaf de klokkentoren, de Tour de l'Horloge is er zicht over de Gironde en over het dorp Blaye.
Binnen de citadel ligt een ruïne van het Kasteel van Rudel uit de 7e en 8e eeuw, maar dat is sinds de 19e eeuw een ruïne.
Het bouwwerk is sinds 1917 een monument en sinds 1936 een monument historique. Toch waren er in 1926 nog plannen om de citadel af te breken als bouwmateriaal. Hiertegen kwam veel tegenkantig in de pers, waardoor de plannen werden opgeborgen. De citadel staat sinds 2008 samen met andere vestingwerken van Vauban op de werelderfgoedlijst van UNESCO. Het fort is momenteel bijna in dezelfde staat zoals Vauban het heeft ontworpen.

## Afbeeldingen

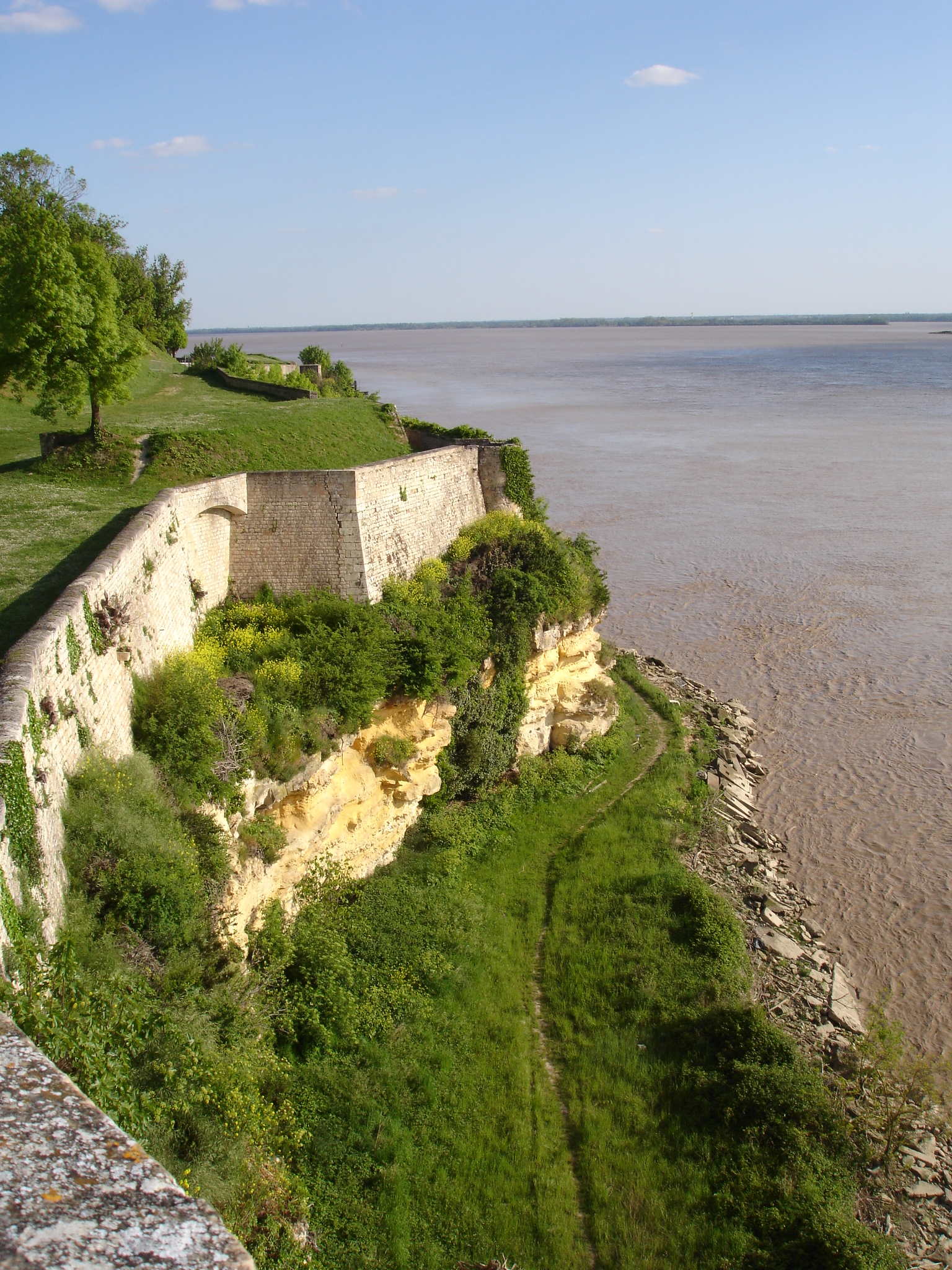
Zijde aan de Gironde
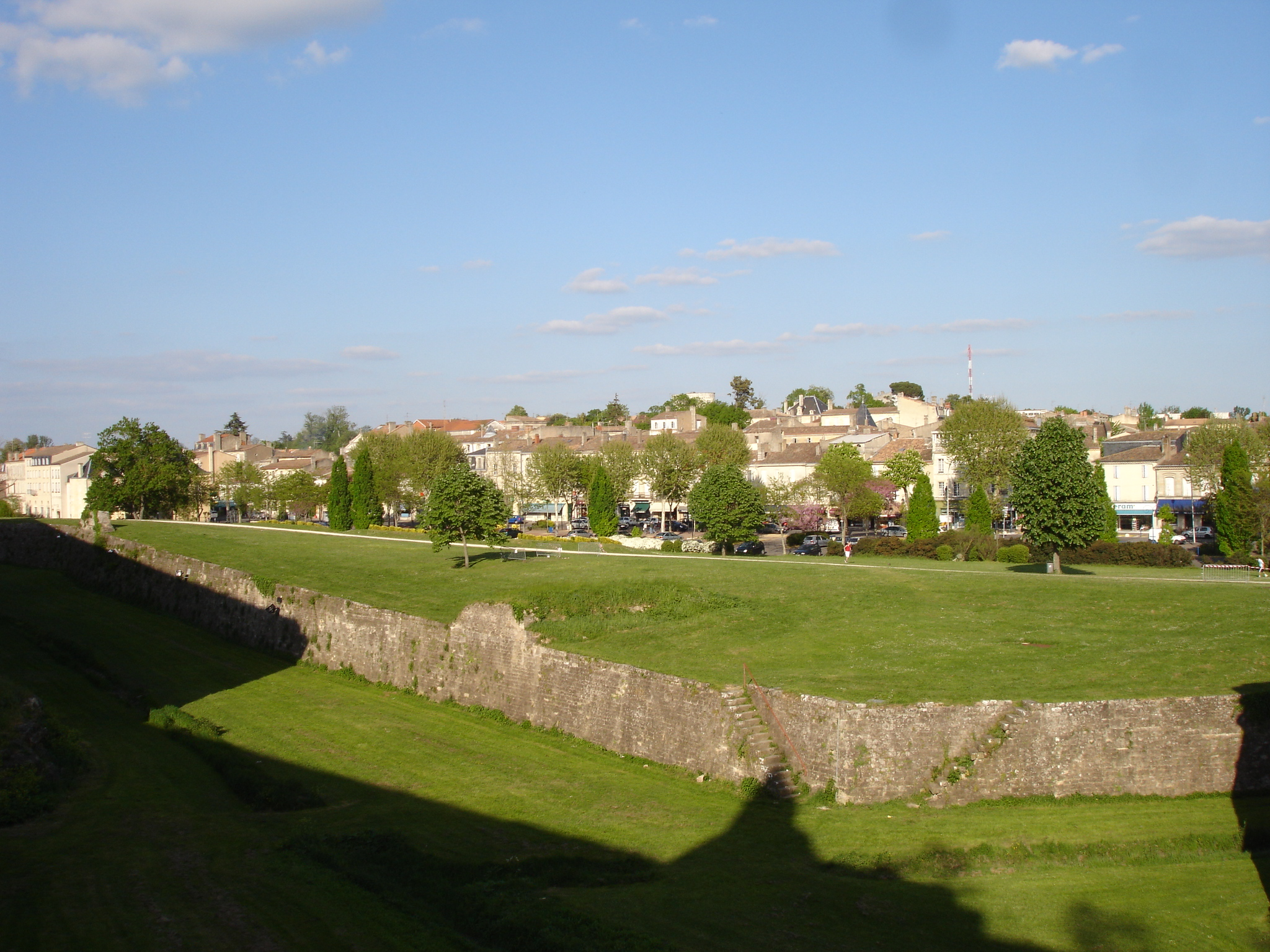
Blaye, gezien vanuit de citadel
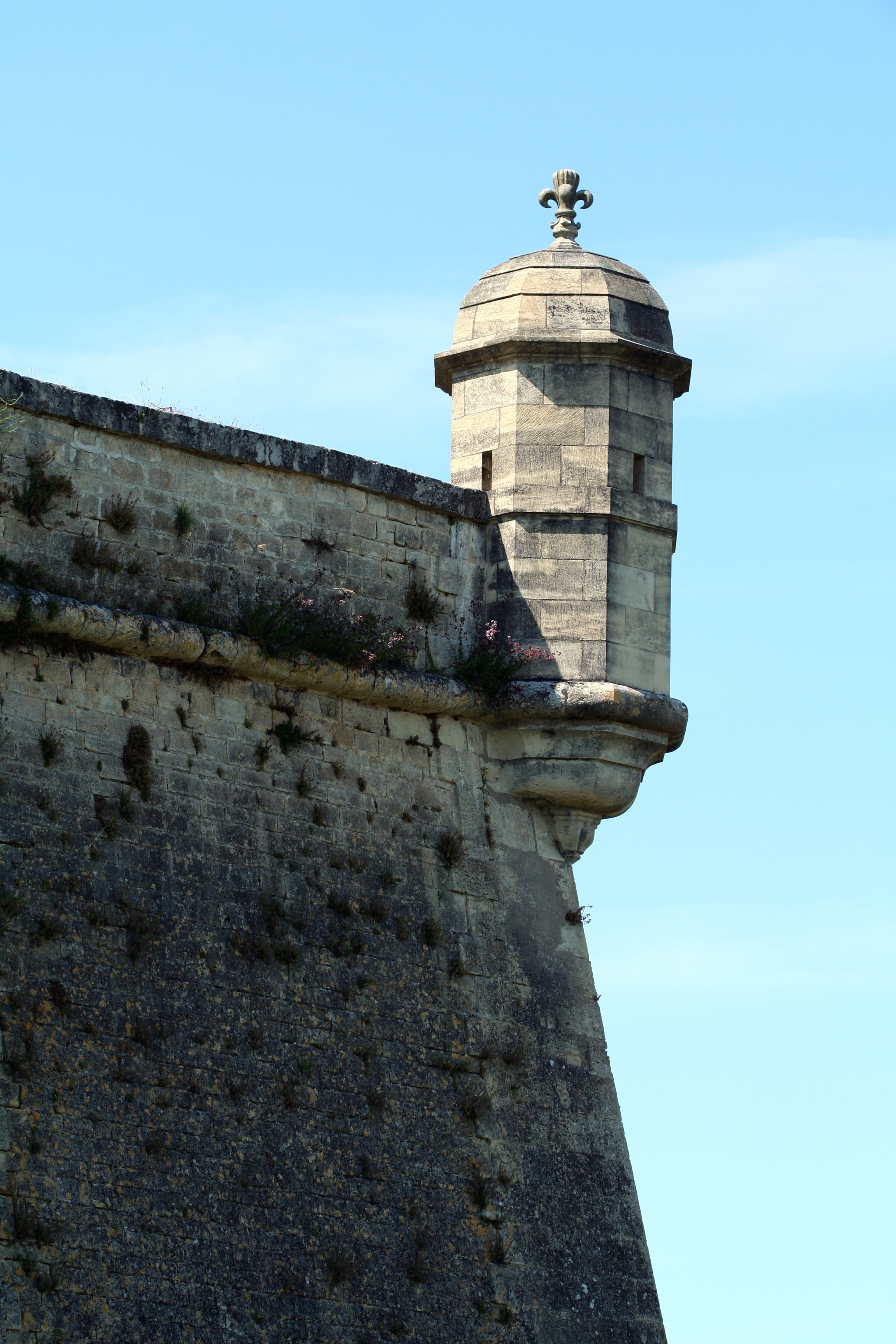
Spietoren
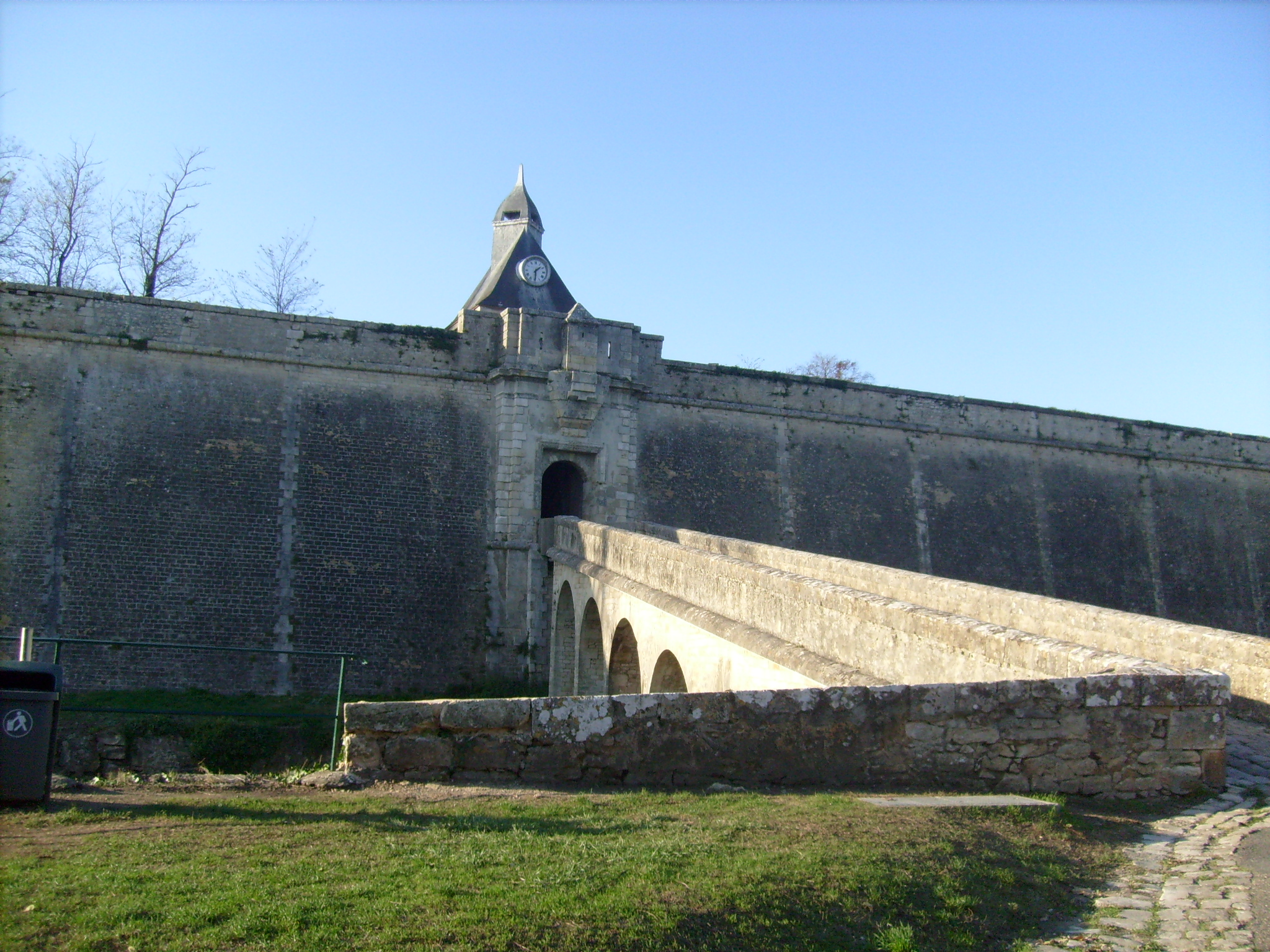
Porte Dauphine
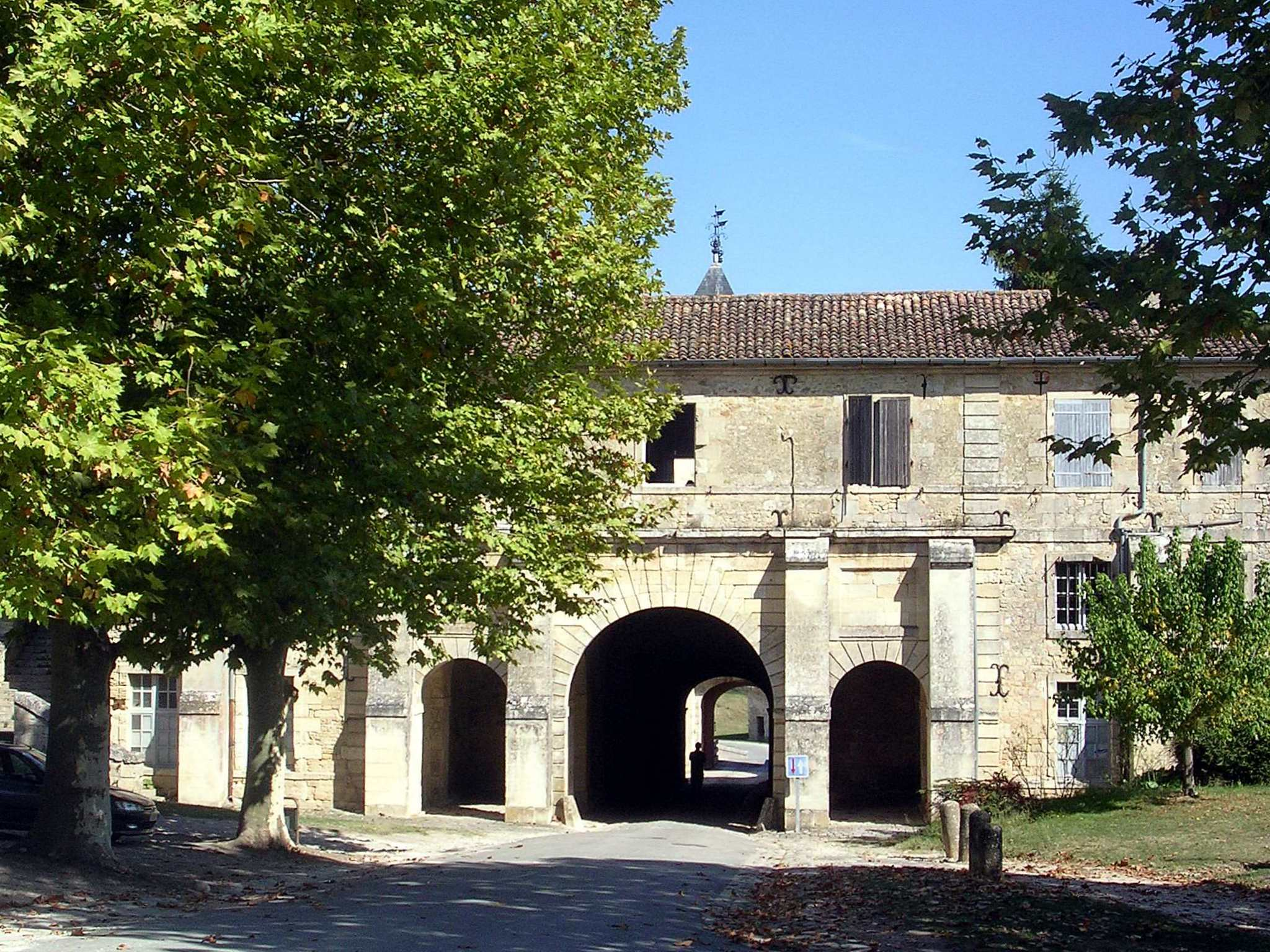
Porte Royal